# Dubravko Pavličić
Dubravko Pavličić (Zagabria, 28 novembre 1967 – Elche, 4 aprile 2012) è stato un calciatore croato, di ruolo difensore.

## Biografia
È scomparso nel 2012 all'età di 44 anni a seguito di un tumore al pancreas.

## Palmarès
- Campionato mondiale Under-20: 1

Jugoslavia: Cile 1987

## Statistiche

### Cronologia presenze e reti in Nazionale
| Cronologia completa delle presenze e delle reti in nazionale ― Croazia | Cronologia completa delle presenze e delle reti in nazionale ― Croazia | Cronologia completa delle presenze e delle reti in nazionale ― Croazia | Cronologia completa delle presenze e delle reti in nazionale ― Croazia | Cronologia completa delle presenze e delle reti in nazionale ― Croazia | Cronologia completa delle presenze e delle reti in nazionale ― Croazia | Cronologia completa delle presenze e delle reti in nazionale ― Croazia | Cronologia completa delle presenze e delle reti in nazionale ― Croazia |
| Data                                                                   | Città                                                                  | In casa                                                                | Risultato                                                              | Ospiti                                                                 | Competizione                                                           | Reti                                                                   | Note                                                                   |
| ---------------------------------------------------------------------- | ---------------------------------------------------------------------- | ---------------------------------------------------------------------- | ---------------------------------------------------------------------- | ---------------------------------------------------------------------- | ---------------------------------------------------------------------- | ---------------------------------------------------------------------- | ---------------------------------------------------------------------- |
| 8-7-1992                                                               | Adelaide                                                               | Australia                                                              | 3 – 1                                                                  | Croazia                                                                | Amichevole                                                             | -                                                                      |                                                                        |
| 12-7-1992                                                              | Sydney                                                                 | Australia                                                              | 0 – 0                                                                  | Croazia                                                                | Amichevole                                                             | -                                                                      | cap.                                                                   |
| 22-10-1992                                                             | Zagabria                                                               | Croazia                                                                | 3 – 0                                                                  | Messico                                                                | Amichevole                                                             | -                                                                      |                                                                        |
| 25-6-1993                                                              | Zagabria                                                               | Croazia                                                                | 3 – 1                                                                  | Ucraina                                                                | Amichevole                                                             | -                                                                      |                                                                        |
| 23-3-1994                                                              | Valencia                                                               | Spagna                                                                 | 0 – 2                                                                  | Croazia                                                                | Amichevole                                                             | -                                                                      | 80’                                                                    |
| 18-5-1994                                                              | Győr                                                                   | Ungheria                                                               | 2 – 2                                                                  | Croazia                                                                | Amichevole                                                             | -                                                                      | 46’                                                                    |
| 17-8-1994                                                              | Ramat Gan                                                              | Israele                                                                | 0 – 4                                                                  | Croazia                                                                | Amichevole                                                             | -                                                                      | 85’                                                                    |
| 25-3-1995                                                              | Zagabria                                                               | Croazia                                                                | 4 – 0                                                                  | Ucraina                                                                | Qual. Euro 1996                                                        | -                                                                      |                                                                        |
| 29-3-1995                                                              | Vilnius                                                                | Lituania                                                               | 0 – 0                                                                  | Croazia                                                                | Qual. Euro 1996                                                        | -                                                                      | 27’ 46’                                                                |
| 26-4-1995                                                              | Zagabria                                                               | Croazia                                                                | 2 – 0                                                                  | Slovenia                                                               | Qual. Euro 1996                                                        | -                                                                      | 88’                                                                    |
| 11-6-1995                                                              | Kiev                                                                   | Ucraina                                                                | 1 – 0                                                                  | Croazia                                                                | Qual. Euro 1996                                                        | -                                                                      | 18’ 27’                                                                |
| 8-10-1995                                                              | Spalato                                                                | Croazia                                                                | 1 – 1                                                                  | Italia                                                                 | Qual. Euro 1996                                                        | -                                                                      | 65’                                                                    |
| 28-2-1996                                                              | Fiume                                                                  | Croazia                                                                | 2 – 1                                                                  | Polonia                                                                | Amichevole                                                             | -                                                                      | 46’                                                                    |
| 26-3-1996                                                              | Varaždin                                                               | Croazia                                                                | 2 – 0                                                                  | Israele                                                                | Amichevole                                                             | -                                                                      | 46’ 52’                                                                |
| 10-4-1996                                                              | Osijek                                                                 | Croazia                                                                | 4 – 1                                                                  | Ungheria                                                               | Amichevole                                                             | -                                                                      |                                                                        |
| 24-4-1996                                                              | Londra                                                                 | Inghilterra                                                            | 0 – 0                                                                  | Croazia                                                                | Amichevole                                                             | -                                                                      | 28’ 76’                                                                |
| 11-6-1996                                                              | Nottingham                                                             | Turchia                                                                | 0 – 1                                                                  | Croazia                                                                | Euro 1996 - 1º turno                                                   | -                                                                      | 90’                                                                    |
| 19-6-1996                                                              | Nottingham                                                             | Croazia                                                                | 0 – 3                                                                  | Portogallo                                                             | Euro 1996 - 1º turno                                                   | -                                                                      |                                                                        |
| 11-12-1996                                                             | Casablanca                                                             | Marocco                                                                | 2 – 2                                                                  | Croazia                                                                | Amichevole                                                             | -                                                                      | 53’                                                                    |
| 12-12-1996                                                             | Casablanca                                                             | Croazia                                                                | 1 – 1                                                                  | Rep. Ceca                                                              | Amichevole                                                             | -                                                                      | 76’                                                                    |
| 8-6-1997                                                               | Tokyo                                                                  | Giappone                                                               | 4 – 3                                                                  | Croazia                                                                | Kirin Cup                                                              | -                                                                      | 30’ 46’                                                                |
| 12-6-1997                                                              | Sendai                                                                 | Turchia                                                                | 1 – 1                                                                  | Croazia                                                                | Kirin Cup                                                              | -                                                                      | 78’                                                                    |
| Totale                                                                 |                                                                        | Presenze                                                               | 22                                                                     |                                                                        | Reti                                                                   | 0                                                                      |                                                                        |